# Lilla Älgsjön (Gustav Adolfs socken, Värmland)
Lilla Älgsjön är en sjö i Hagfors kommun i Värmland och ingår i Göta älvs huvudavrinningsområde. Sjöns area är 0,006 kvadratkilometer och den är belägen 322 meter över havet.